# خوان پابلو فریتس
خوان پابلو فریتس (انگلیسی: Juan Pablo Freytes؛ زادهٔ ۱۱ ژانویهٔ ۲۰۰۰) بازیکن فوتبال اهل آرژانتین است.
از باشگاه‌هایی که در آن بازی کرده‌است می‌توان به باشگاه فوتبال نیولز اولد بویز اشاره کرد.